# Aitor Orena
Aitor Orena Domínguez (Zumaya, 1972) es un profesor universitario y asesor fiscal español, exdirector de la Hacienda Foral de Guipúzcoa (2007-2011).

## Biografía
Se licenció en Derecho en la Universidad del País Vasco y se doctoró en la misma con la tesis titulada "Análisis de la jurisprudencia y doctrina económico-administrativa española en materia de infracciones tributarias".
Actualmente es Profesor Titular de Derecho Financiero y Tributario en la Facultad de Derecho de la Universidad del País Vasco y director del máster Universitario de Abogacía de la Universidad del País Vasco desde el 1 de abril de 2016.
Orena fue director general de Política Fiscal y Financiera del Departamento de Hacienda y Finanzas de la Diputación Foral de Guipúzcoa (2007-2011), siendo Markel Olano Diputado Foral y Pello González diputado foral de Hacienda y Finanzas.

## Publicaciones
Entre sus publicaciones destacan:
- Discrecionalidad, arbitrariedad e inicio de actuaciones inspectoras[7]
- Incongruencia y retroacción de actuaciones tributarias[8]
- Prontuario fiscal foral
- 2000 soluciones fiscales forales[9]
- Infracciones y sanciones tributarias: un estudio jurisprudencial[10]
- Medidas antielusión en la fiscalidad internacional